# Dinkel
Dinkel (Triticum aestivum subsp. spelta) oder Spelz (auch: Spelt, Fesen, Vesen oder Schwabenkorn), auch Dinkel-Weizen genannt, ist eine Getreideart aus der Gattung des Weizens und ein enger Verwandter des heutigen Weichweizens. Es gibt viele Mischformen und Übergänge zwischen modernem Weizen und Dinkel, weil beide in manchen Regionen gemeinsam angebaut und auch miteinander gekreuzt wurden. In der frühen Neuzeit war Dinkel das wichtigste Brotgetreide Mitteleuropas.

## Beschreibung

### Vegetative Merkmale
Der Dinkel ist eine einjährige Pflanze, die 60 bis 120 Zentimeter hoch wird. Seine Halme sind dünnwandig und hohl mit kahlen Knoten. Die Blattspreiten sind graugrün und 12 bis 18 Millimeter breit.

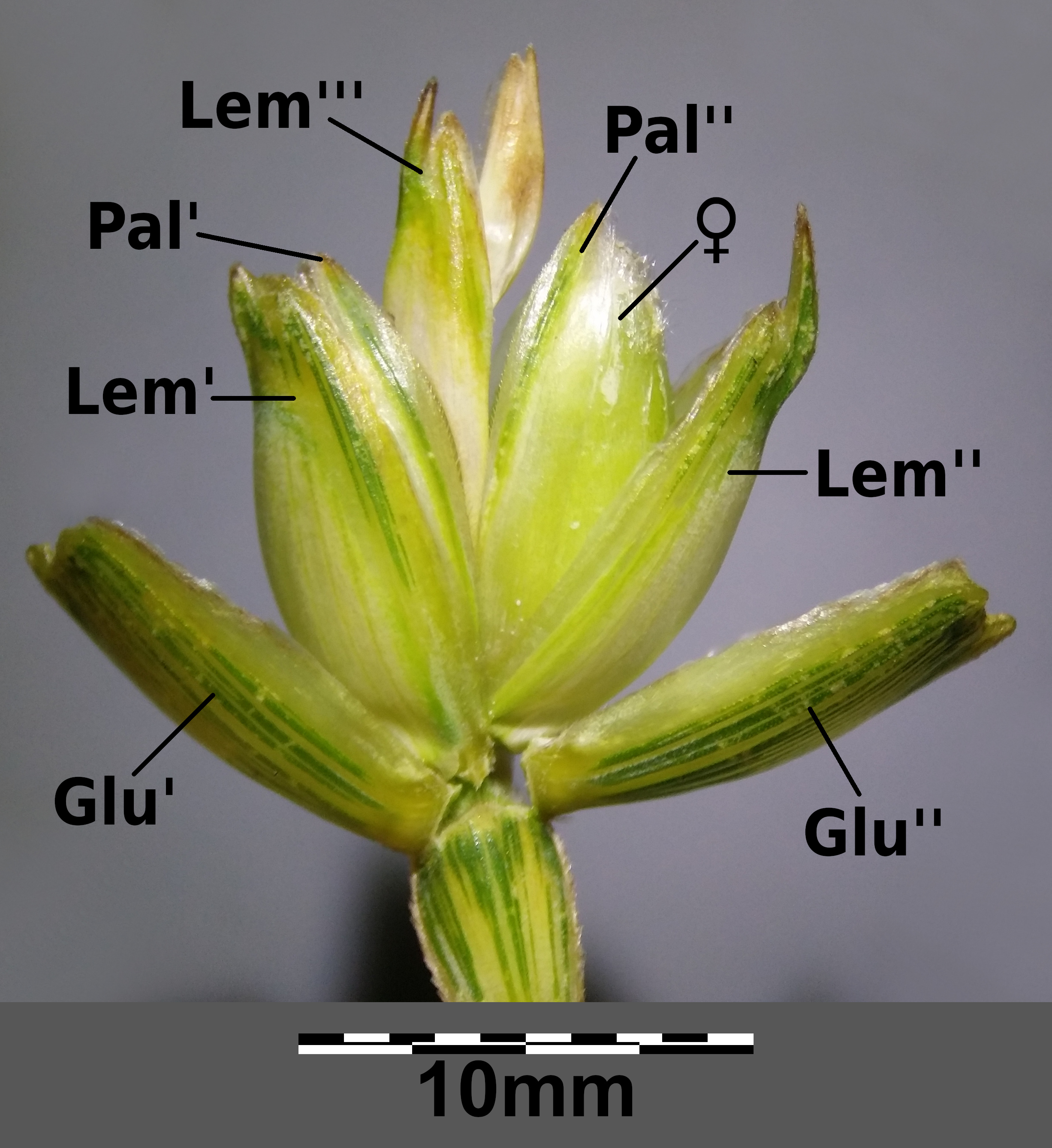
Ährchen; Glu = Hüllspelze; Lem = Deckspelze, Pal = Vorspelze

### Generative Merkmale
Blütezeit ist Juni bis Juli. An der Spitze der Halme stehen Ähren, die ohne ihre Grannen 10 bis 15 Zentimeter lang sind. Die Ähre ist sehr locker, schlank und seitlich zusammengedrückt. Die Ährenspindel ist gegliedert und zerfällt zur Reifezeit so, dass jeweils das Spindelglied oberhalb der Abbruchstelle mit dem Ährchen verbunden bleibt. Die Ährchen sind (3-) 4- bis 5-blütig; ihre zwei bis 3 untersten Blüten sind unfruchtbar. Die Hüllspelzen sind 6 bis 10 Millimeter lang und haben einen in der ganzen Länge stark hervortretenden Kiel. Sie laufen in einen kurzen Zahn aus und haben daneben beiderseits einen weiteren sehr kurzen und dicken Zahn. Die Deckspelzen sind 9-nervig und enden in einem kurzen Zahn oder mit einer bis 10 Zentimeter langen, starren Granne. Die Frucht ist 6 bis 8 Millimeter lang, eiförmig bis breit länglich und zur Reifezeit von der Deckspelze und der Vorspelze fest eingeschlossen.

## Genetik
Die Chromosomenzahl beträgt 2n = 42. Dinkel ist – wie auch der Weichweizen (Triticum aestivum) – mit einem hexaploiden (sechsfachen) Chromosomensatz ausgestattet. Wildformen von Dinkel und Weichweizen sind nicht bekannt, weshalb man annimmt, dass er durch Mutation aus älteren Weizenarten wie dem Hartweizen (Triticum durum) mit vierfachem Chromosomensatz, dem Emmer (Triticum dicoccum) oder dem Einkorn (Triticum monococcum), einer steinzeitlichen Form, entstanden ist.

## Taxonomie
Der Dinkel (im Mittelalter auch lateinisch Spelta genannt) wurde 1753 von Carl von Linné in Species Plantarum. Tomus 1, S. 86 als Triticum spelta erstbeschrieben. Die Art wurde 1918 von Albert Thellung in Naturwissenschaftliche Wochenschrift, ser.2, Band 17, S. 471 als Triticum aestivum subsp. spelta (L.) Thell. als Unterart zu Triticum aestivum  gestellt. Synonyme sind Triticum sativum subsp. spelta (L.) Asch. & Graebn., Triticum aestivum var. spelta (L.) Bailey, Triticum vulgare subsp. spelta (L.) Körnicke.

## Geschichte

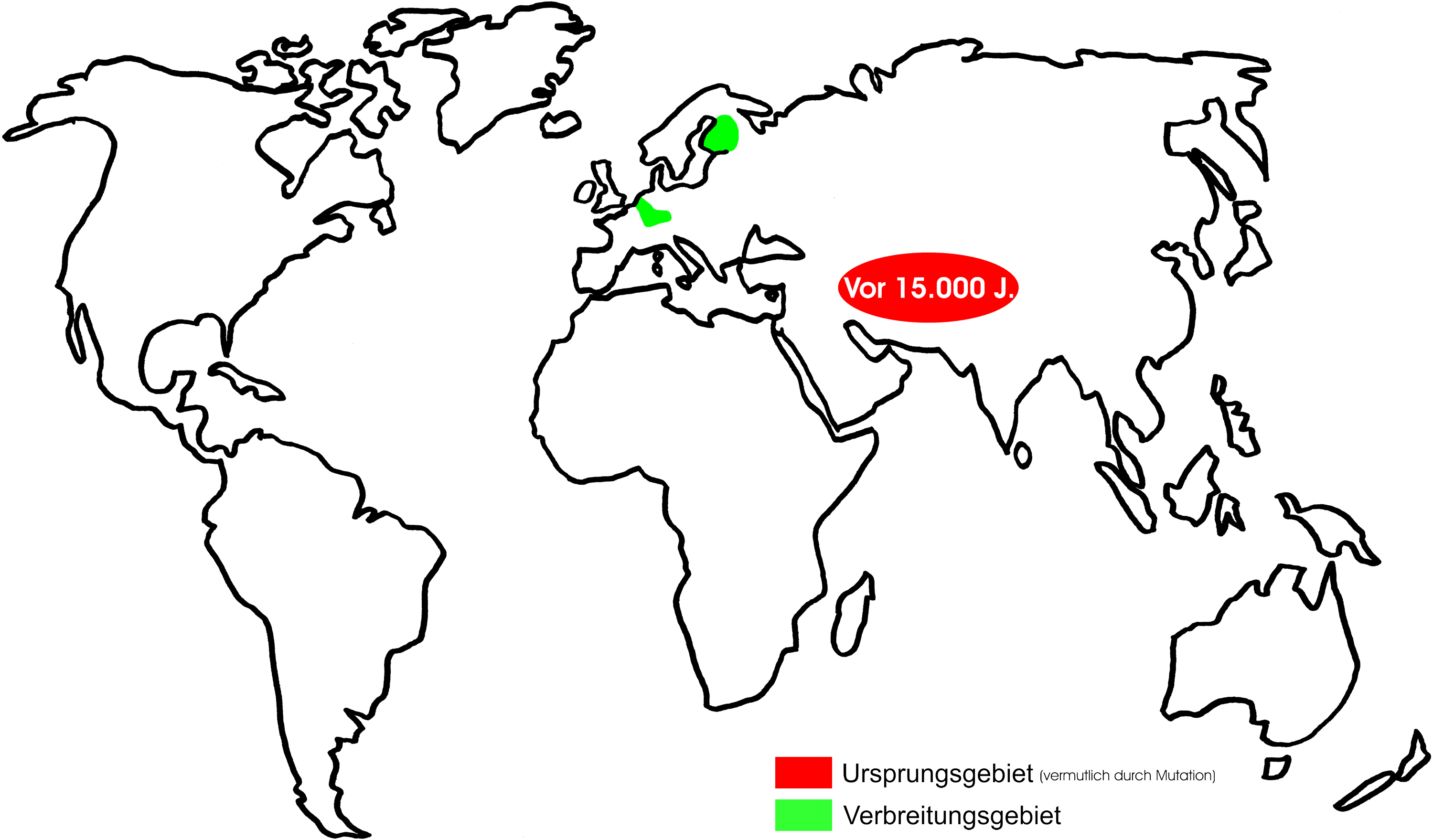
Ursprungs- (Rot) und Anbaugebiet (Grün) des Dinkels. Das rote Oval gibt die ungefähre Region an, wo der Dinkel durch Mutation entstanden sein könnte.

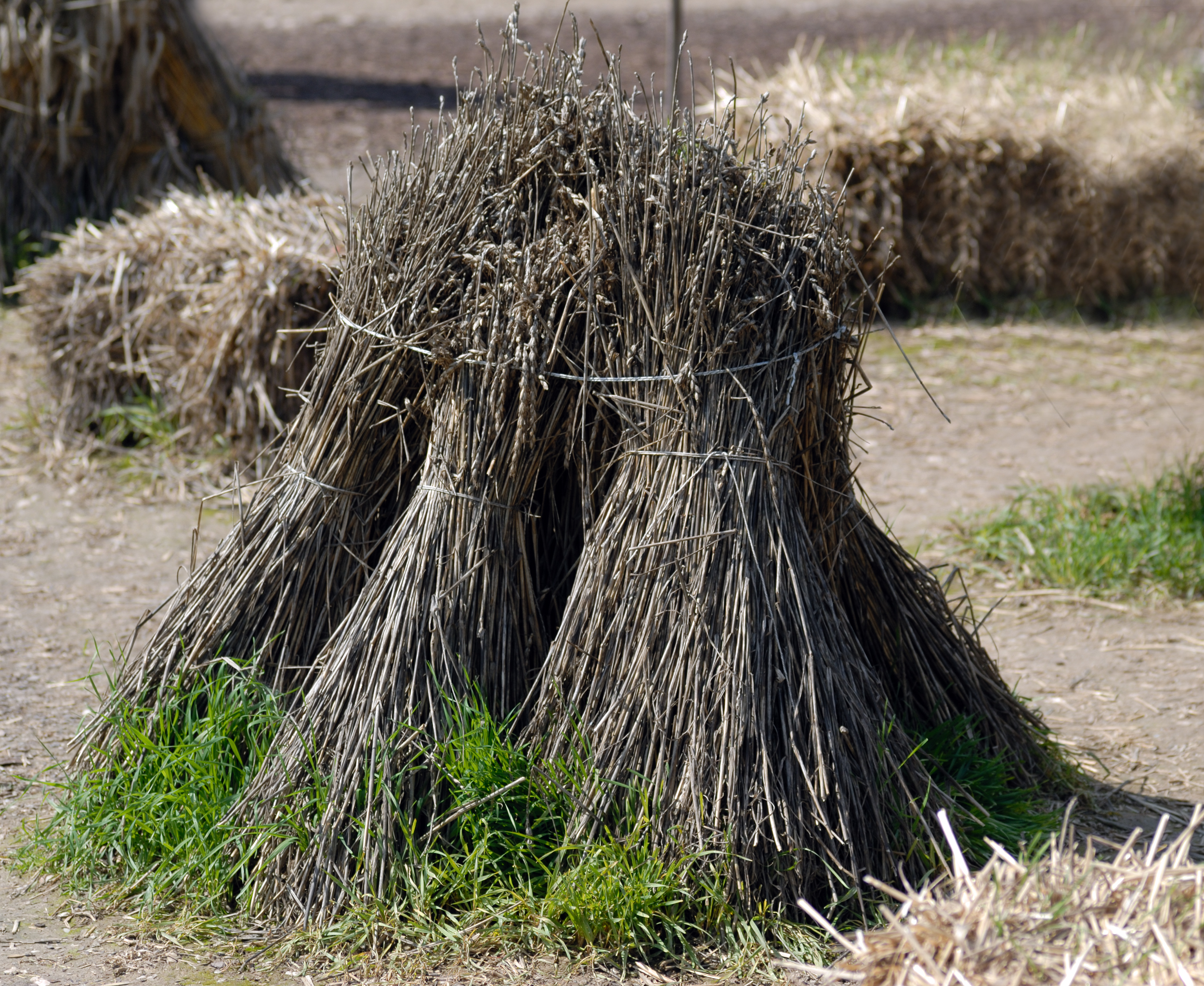
Zum Trocknen wurde Dinkel nach dem Mähen in Garben aufgestellt

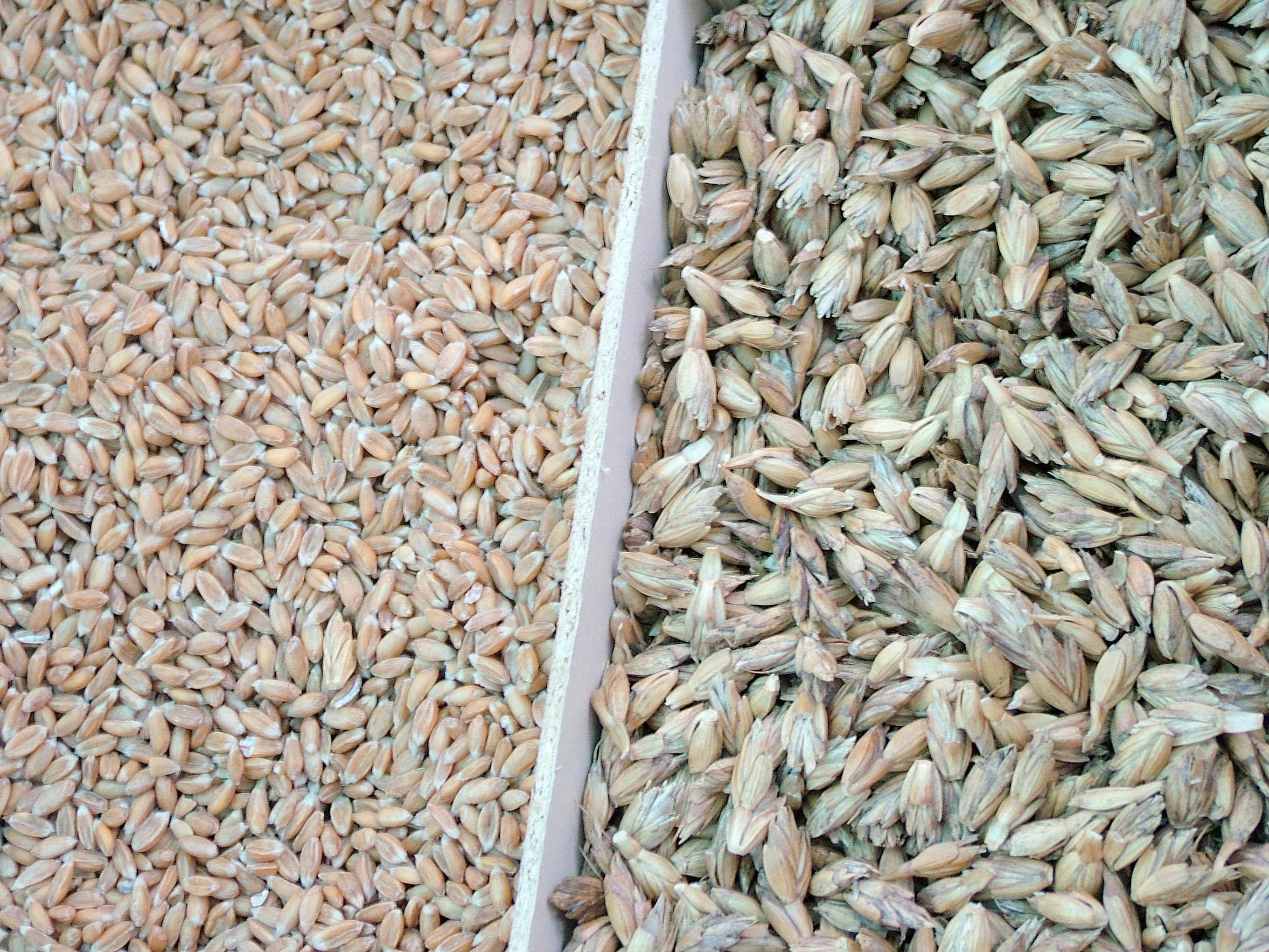
Dinkel, links ohne, rechts mit Spelzen

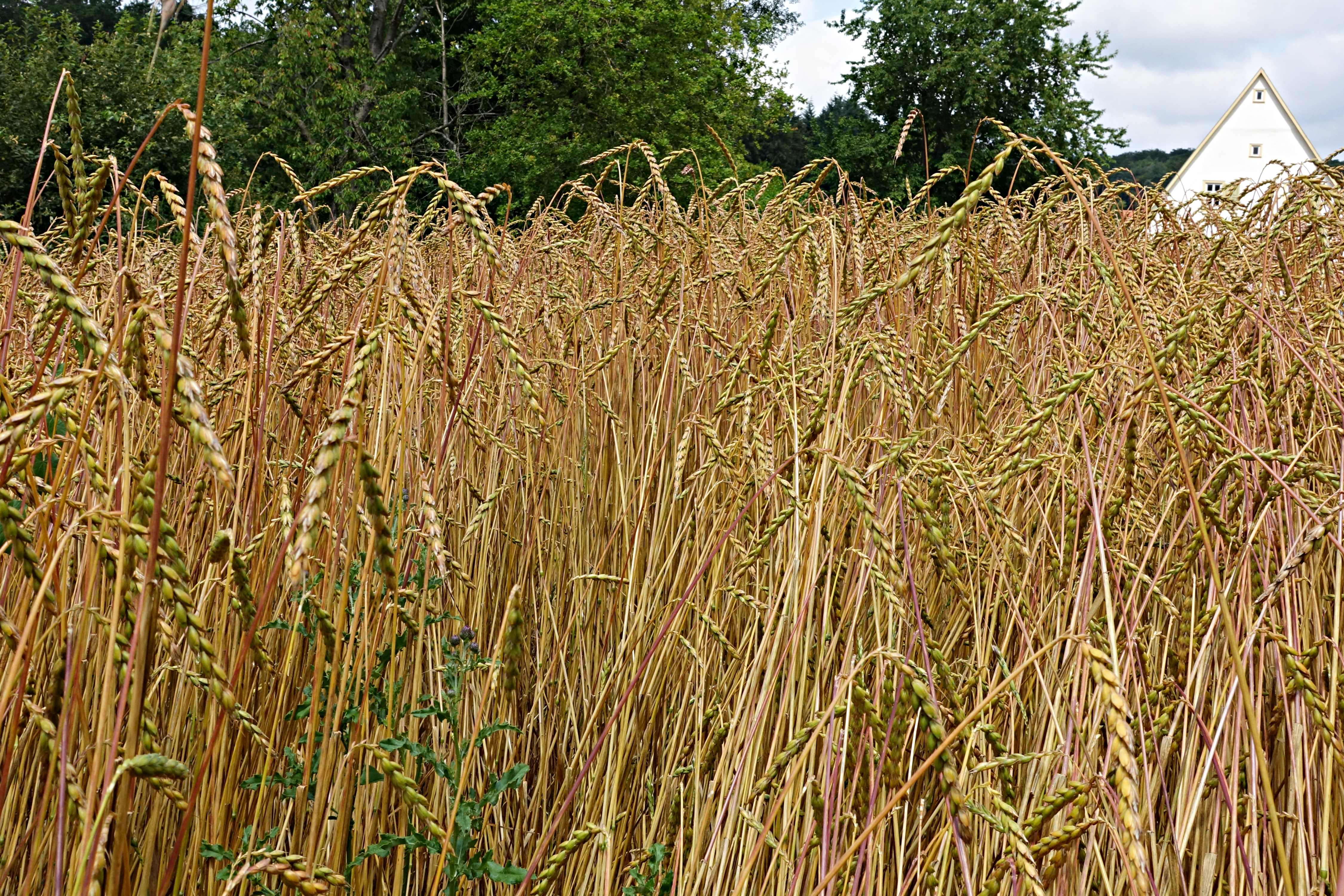
Dinkel vor der Ernte als Grünkern

Die ältesten Funde von Dinkel stammen aus Westarmenien und den Tälern des Ararat-Gebirges (6. bis 5. Jahrtausend v. Chr.). Weitere Funde stammen aus Bulgarien (3700 v. Chr.), Rumänien (Hărman, Körös-Kultur), Polen und Südschweden (2500 bis 1700 v. Chr.) sowie Dänemark (1900 bis 1600 v. Chr.) In der Jungsteinzeit wurde Dinkel in Mittel- und Nordeuropa (vor allem im Alpenraum) angebaut. Ab 1700 v. Chr. kam er in der heutigen Deutschschweiz vor. Anfang des Mittelalters gehörte der Dinkel zu den bedeutendsten angebauten Getreidearten. Noch im 18. Jahrhundert war Dinkel ein wichtiges Handelsgetreide. Das Wort Dinkel erscheint in den Ortsnamen Dinkelsbühl und Dinkelscherben sowie deren Wappen (jeweils drei Ähren), wie auch im Dinkelberg.
Die Tradition, dass ein Teil des Dinkels schon vor der Reife, also noch grün geerntet wird, stammt aus dem Bedarf an nährstoffreichen Grundnahrungsmitteln für die Feldarbeit im Sommer. In der sogenannten Kleinen Eiszeit im 14. Jahrhundert wurde der Dinkel nicht rechtzeitig reif. Das unreife („grüne“) Getreide, Grünkern genannt, ist nicht lagerfähig, weshalb es gedarrt, d. h. getrocknet wird. Grünkern ist nicht backbar, es kann zu Suppen oder Grünkernküchle verarbeitet werden.
Im 20. Jahrhundert verringerte sich der Anbau wegen der gegenüber anderen Getreidearten schlechteren Ernteerträge. Außerdem ist das Spelzgetreide schlecht zu verarbeiten und backtechnisch kompliziert. In neuerer Zeit erlebt dieses Getreide wieder eine gewisse Renaissance, insbesondere im Biobereich. Gerade bei Baby- und Kindernahrung bildet Dinkel mittlerweile eine beliebte Alternative zu anderen Weizenarten. Dinkel (genannt unter anderem auch Spelt oder Spelz und lateinisch Spelta) ist außerdem fester Bestandteil der Hildegard-Medizin, die sich auf die mittelalterliche Mystikerin Hildegard von Bingen beruft.

## Vorkommen
In Südwestdeutschland sowie stellenweise in der deutschsprachigen Schweiz war der Dinkel seit der Mitte des 19. Jahrhunderts das Hauptgetreide. Württemberg war als der Mittelpunkt des ganzen deutschen Anbaus zu bezeichnen. Östlich reichte der Anbau bis an den Lech. Dinkel wurde auch in Westdeutschland bis zum Hunsrück und der Eifel angebaut, außerdem in Luxemburg und Belgien sowie in Vorarlberg, Kärnten und Oberösterreich.
Die ökologischen Zeigerwerte nach Landolt u. a. 2010 sind in der Schweiz: Feuchtezahl F = 2 (mäßig trocken), Lichtzahl L = 4 (hell), Reaktionszahl R = 3 (schwach sauer bis neutral), Temperaturzahl T = 4 (kollin), Nährstoffzahl N = 3 (mäßig nährstoffarm bis mäßig nährstoffreich), Kontinentalitätszahl K = 4 (subkontinental).

## Anbau
Dinkel wird in jüngerer Zeit wieder verstärkt angebaut. Die Anbaufläche in Deutschland wurde auf über 50.000 ha ausgeweitet. Die Anbaufläche in der Schweiz (5000 ha) wuchs zwischen 2014 und 2017 um 41 %. Typische Anbaugebiete sind Baden-Württemberg (Sorten: Bauländer Spelz, Schwabenkorn), die Schweiz (Sorten: Oberkulmer Rotkorn, Ostro), Belgien (Spelt, Rouquin), Finnland (Speltti) und Asturien, Nordspanien (Escanda; vgl. auch lateinisch Candarusum).
Auch im Mittelburgenland zählt Dinkel zu den früher stark vertretenen Getreidesorten. Wegen der aufwendigen Kultivierung ging zwar der Anbau zurück, ist aber seit den 1980er Jahren wieder verstärkt vertreten. Aus diesem Grund wurde die Kultivierung als Mittelburgenland Dinkel in das österreichische Register der Traditionellen Lebensmittel aufgenommen sowie die Gegend in die Genuss Region Österreich aufgenommen. Die Sorte Franckenkorn wurde von Peter Franck gezüchtet, der Name hat mit der Region Franken nichts zu tun.
Im Moment werden nur Winterdinkelsorten angebaut. Es gibt in Deutschland keine zugelassene Sommerdinkelsorte. Das wichtigste Züchtungsziel ist momentan die Standfestigkeit der Ähren. Daher haben die kurzen Dinkelsorten (Franckenkorn und Zollernspelz) Vorteile gegenüber den langen Dinkelsorten (Oberkulmer Rotkorn und Bauländer Spelz).
Dinkel verträgt nicht so viel Stickstoff in der Düngung wie Weizen. Im Ertrag bleibt der Dinkel zwar hinter dem Weizen zurück, er verträgt jedoch ein raueres Klima als dieser. Seine früher behauptete bessere Resistenz gegen Krankheiten als beim Weichweizen trifft auf die heutigen Sorten nicht mehr zu. Der größte Teil der Dinkelsorten ist anfällig bis hochgradig anfällig für Echten Mehltau (Blumeria graminis) und Braunrost (Puccinia triticina). Mutterkorn stellt hingegen eine geringere Gefahr dar.
Drei Dinkelsorten sind von wirtschaftlicher Bedeutung (nach Frank 2006):
- Oberkulmer Rotkorn – eine Auslese einer alten Schweizer Landsorte
- Schwabenkorn – eine Rückzüchtung der Universität Hohenheim auf die Sorte Roter Tiroler
- Franckenkorn – je nach Quelle
  - eine Kreuzung aus ((EL 3.8 x Altgold) x Altgold) x Rouquin
  - eine Rückkreuzung aus alten Sorten mit Weizenanteil

Bei den Sorten Oberkulmer Rotkorn und Schwabenkorn handelt es sich um typisch „reine“ Dinkelsorten. Dagegen konnte beim Franckenkorn die Weizeneinkreuzung durch Nachweis der für Weizen typischen ω-Gliadine gezeigt werden. Andere Quellen postulieren dennoch auch beim Franckenkorn eine typische „reine“ Dinkelsorte.
UrDinkel ist eine in der Schweiz gebräuchliche Marke für Dinkel aus vorgegebenem Anbau. Sie garantiert die ausschließliche Verwendung von alten Schweizer Dinkelsorten, die nicht mit modernem Weizen gekreuzt wurden.
In den Ardennen gab es ein Gras, das ausschließlich als Unkraut in Dinkelfeldern wuchs, die Ardennen-Trespe (Bromus bromoideus (Lejeune) Crépin, Syn.: Bromus arduennensis Dumortier); dies ist ein Zeichen uralten Anbaus. Heute ist diese Art überall ausgestorben.

## Verarbeitung
Die unreif geerntete und gedarrte Frucht des Dinkels wird auch Grünkern genannt. Anders als beim Weizen und wie auch bei der Gerste ist das Korn des Dinkels fest mit den Spelzen verwachsen. Dadurch ist es zwar besser geschützt, die Verarbeitung erfordert aber einen zusätzlichen Verarbeitungsschritt – es wurde früher auf einem „Gerbgang“ entspelzt (gegerbt oder geröllt). Dies ist ein Mahlgang („Unterläuferschälgang“), bei dem der Abstand zwischen den Mahlsteinen größer gewählt wurde, damit das Korn von den Spelzen befreit, aber nicht schon zerkleinert wurde. In modernen Getreidemühlen wird Dinkel mit Hilfe von Gummiwalzenschälern oder Vertikalschleifern entspelzt.
Dinkel spielt im Bereich der Nutztierfütterung lediglich bei der Pferdezucht eine gewisse Rolle, dort erlebt er seit einigen Jahren eine Renaissance. Man verwendet dabei entweder den vollständigen Dinkel (also inklusive Spelz) oder nur dessen Spelz.
Als „Dinkelreis“ werden entspelzte und geschliffene Dinkelkörner bezeichnet. Durch diese spezielle Vorbehandlung erhält das Korn reisähnliche Eigenschaften und kann auch in gleicher Weise weiterverarbeitet werden.

### Dinkelmehl
Typische Produkte aus Dinkelmehl sind Dinkelnudeln und Dinkelbrote wie Schwäbische Seelen und Knauzenwecken.

### Backtechnische Eigenschaften
Dinkel hat zwar einen relativ hohen Proteingehalt, Teige aus Dinkelmehl sind im Vergleich zu Weizenteig jedoch schwieriger zu handhaben. Die backtechnischen Eigenschaften von Dinkel- und Weizenteigen werden vor allem durch die Proteine Gliadin und Glutenin bestimmt (s. a. Gluten). Dinkel enthält im Verhältnis mehr Gliadin, das den Teig geschmeidig macht, jedoch weniger Glutenin, das für ein stabiles Klebergerüst im Teig sorgt. Der Kleberanteil beim Dinkel ist am höchsten im Vergleich zu Weizen, Gerste, Roggen und Hafer. Außerdem weist Dinkelteig meist einen höheren Wassergehalt auf (29,2 bis 31,7 %) als Weizenteig (etwa 23,4 %). Daher sind Dinkelteige geschmeidig und gut dehnbar, aber weniger formstabil und dazu reißempfindlich, weshalb die Gefahr einer Überknetung besteht. Das Gluteningerüst kann durch Zugabe geringer Mengen (etwa 0,008 %) Ascorbinsäure stabilisiert werden, welche durch eine Reihe chemischer Reaktionen die Bildung von dreidimensional vernetzenden Disulfidbrücken begünstigt. Im Biobereich kann ersatzweise 0,1 % Acerolakirschpulver verwendet werden, das als wirksamen Bestandteil ebenfalls Ascorbinsäure enthält.

### Dinkelkaffee
Gerösteter Dinkel wird auch zur Herstellung von Dinkelkaffee verwendet, ähnlich wie andere Getreidesorten beim Malzkaffee.

### Weitere Verwendungen
Weitere Verarbeitungsformen sind unter anderem Dinkelkleie, Dinkelflocken und gepuffter Dinkel.

## Ernährungsphysiologische Eigenschaften
Dinkel werden mitunter besondere gesundheitliche Vorteile im Vergleich zu allen anderen Getreidesorten zugeschrieben. Dabei wird oft auf die Beschreibungen der Hildegard von Bingen in ihrem Buch Physica verwiesen.
Allerdings gibt es bis heute keine wissenschaftlich gesicherten Erkenntnisse über eine bessere Verträglichkeit des Dinkels. So zeigten sich auch bei Menschen, die angaben, Dinkel besser zu vertragen als Weizen, unter kontrollierten Bedingungen keine Unterschiede zwischen den beiden Getreidesorten. Zudem kann Dinkel (wie anderer handelsüblicher Weizen) Allergien auslösen. Es gibt keine aussagekräftigen klinischen Daten darüber, wonach Dinkel weniger allergen sei als Weizen, zumal es sich um eine Weizenart handelt. Das BfR empfiehlt daher aus Transparenzgründen eine Pflicht-Allergenkennzeichnung bei Dinkel.
Die weit verbreitete Behauptung, dass Dinkel kein ω-5-Gliadin enthält und daher für Menschen mit Weizenunverträglichkeit geeignet ist, entspricht ebenso nicht den Tatsachen. Auch bei der Autoimmunerkrankung Zöliakie wird Dinkel nicht vertragen, da er nicht glutenfrei ist.

## Inhaltsstoffe
Sofern auch gewisse Unterschiede zwischen Dinkel und Weizen hinsichtlich des Gehaltes an Fett und Fettsäuren, Aminosäuren, Vitaminen und Mineralstoffen bestehen, ist fraglich, ob diese Unterschiede über die natürliche Schwankungsbreite hinausgehen und ob diese Unterschiede bei den heute üblichen Verzehrgewohnheiten überhaupt zum Tragen kommen. Jedoch ist der Kieselsäuregehalt des Dinkels deutlich höher als der des Weizens. Zudem bestehen kleinere Unterschiede in der Gluten-Zusammensetzung. Dieser Unterschied kann auch zur analytischen Unterscheidung von Dinkel und Weizen verwendet werden. Zum Nachweis von Mischungen aus Weizen und Dinkel sind jedoch PCR-Techniken oder die Analyse charakteristischer Peptide besser geeignet.
Durchschnittliche Zusammensetzung
Die Zusammensetzung von Dinkel schwankt naturgemäß sowohl in Abhängigkeit von der Sorte, den Umweltbedingungen wie Boden und Klima als auch von der Anbautechnik je nach Düngung und Pflanzenschutz.
Angaben je 100 Gramm essbarem Anteil:
| Bestandteile  |          |
| ------------- | -------- |
| Wasser        | 11,02 g  |
| Eiweiß        | 14,57 g  |
| Fett          | 2,43 g   |
| Kohlenhydrate | 59,49 g* |
| Ballaststoffe | 10,7 g   |

| Mineralstoffe |         |
| ------------- | ------- |
| Natrium       | 8 mg    |
| Kalium        | 388 mg  |
| Magnesium     | 136 mg  |
| Calcium       | 27 mg   |
| Mangan        | 3,1 mg  |
| Eisen         | 4,4 mg  |
| Zink          | 3,28 mg |
| Phosphor      | 401 mg  |

| Vitamine             |        |
| -------------------- | ------ |
| Retinol (Vit. A1)    | 0 µg   |
| Riboflavin (Vit. B2) | 113 µg |
| Vitamin B6           | 230 µg |
| Vitamin E            | 790 µg |
| Vitamin C            | 0 µg   |

*) Differenzberechnung
Der physiologische Brennwert beträgt 1420 kJ (338 kcal) je 100 Gramm essbarem Anteil.
Zum Vergleich siehe Inhaltsstoffe von Roggen und Weichweizen.

## Sonstiges
In verschiedenen Ortsnamen besonders in Baden und Württemberg tritt der Dinkel auf, so im Fluss Speltach, in Fessenbach, Fessenheim, Dinkelsbühl, Dinkelscherben, Dinkelhausen und Dinkelshausen.